# ORBIT II
O ORBIT  é um foguete espacial espacial projeto e em desenvolvimento pelo Instituto de Investigaciones Cientificas y Tecnicas para la Defensa em parceria com o Grupo Leiva, com objetivo para o veículo alcançar uma órbita de 350 km de altura. O Grupo Leiva fabricou o motor do foguete em suas instalações de Villa Ballester e o lançamento do mesmo estava previsto para o final 2011 ou começo de 2012.